# Asternovas
Gli Asternovas sono stati l'orchestra che accompagnava nelle esibizioni dal vivo e nei dischi Fred Buscaglione.

## Storia
La formazione orchestrale fu costituita a Torino verso la fine degli anni quaranta. Il nucleo era costituito dagli stessi musicisti che, durante la seconda guerra mondiale, avevano formato a Cagliari il Quintetto Aster, che lavorava per la radio alleata e per Radio Sardegna: Fred Buscaglione alla voce e al violino, i fratelli Franco e Berto Pisano rispettivamente alla chitarra e al contrabbasso, Gianni Saiu alla chitarra, Carletto Bistrussu alla batteria. Ad essi si aggiunsero il trombettista Giulio Libano e il sassofonista Sergio Valenti.
Buscaglione emerse ben presto come bandleader dell'orchestra, abbandonò il violino e diventò la voce solista. Contemporaneamente andava costruendo il proprio personaggio, ispirato a Clark Gable e ai gangster americani. Prima nei night-club di Torino, e poi, con successo crescente, in tournée in Italia e all'estero, si presentavano come "Fred Buscaglione e i suoi Asternovas".
Nel corso degli anni vari musicisti si alternarono nella formazione degli Asternovas. Buscaglione si dimostrò un valido scopritore di talenti, scegliendo sempre orchestrali di ottimo livello, spesso musicisti poliedrici in grado di suonare strumenti diversi. Oltre ai componenti iniziali, si ricordano i pianisti Dino Arrigotti e Paolo Zavallone, il batterista Ulderico Rovero, Giorgio Giacosa al sassofono, clarinetto e flauto.
Gli Asternovas accompagnarono Fred Buscaglione (e per un certo periodo anche la moglie Fatima Robin's) per tutta la sua carriera, interrotta prematuramente nel 1960 con la morte del cantante in un incidente automobilistico. Compaiono anche nel cast del film Noi duri interpretato da Fred Buscaglione con Paolo Panelli, Scilla Gabel e Totò, per la regia di Camillo Mastrocinque.
La storia degli Asternovas è stata raccontata nel libro biografico Fred Buscaglione - Cronache swing dagli anni 50 scritto da  Gioachino Lanotte (archiviato dall'url originale l'8 maggio 2021) nel 2007 per Editori Riuniti.

## Formazione
- Fred Buscaglione – voce, violino
- Fatima Robin's - voce (saltuariamente)

Asternovas:
- Gianni Saiu - chitarra
- Franco Pisano – chitarra
- Berto Pisano - contrabbasso
- Carletto Bistrussu – batteria
- Ulderico Rovero - batteria
- Giulio Libano - tromba
- Giorgio Giacosa - sassofono, clarinetto, flauto
- Dino Arrigotti - pianoforte
- Paolo Zavallone - pianoforte
- Aldo Fanni (contrabbasso)

## Filmografia
- La cento chilometri di Giulio Petroni (1959)
- Noi duri di Camillo Mastrocinque (1960)